# Paola Croce
Paola Croce (Roma, 6 marzo 1978) è un'ex pallavolista italiana.
Giocava nel ruolo di libero.

## Carriera
La carriera pallavolistica di Paola Croce comincia all'età di nove anni quando inizia a giocare nella squadra giovanile del Mancini34 di Roma, sua città natale. Nel 1995 esordisce in Serie C2 con la Polisportiva Roma 7 Volley dove resta per quattro stagioni, giocando anche in Serie B2. Nella stagione 1999-00 passa al Volley Ball Club Frascati dove resta per altre due stagioni, disputando il campionato di Serie B1.
Nella stagione 2001-02 viene ingaggiata dalla Pallavolo Sirio Perugia, facendo il suo esordio in Serie A1: con il club umbro, al quale resta legata per tre stagioni, vince uno scudetto ed una Coppa Italia, entrambe nell'annata 2002-03. Nel 2003 fa in suo esordio nella nazionale italiana.
Nella stagione 2004-05 passa al Volley Bergamo, dove resta per quattro stagioni, raggiungendo il culmine della sua carriera sia a livello di club che in nazionale: vince infatti uno scudetto, due Coppe Italia, due Champions League e una Supercoppa italiana, mentre con la nazionale si aggiudica la medaglia d'oro al campionato europeo 2007, oltre a due bronzi al World Grand Prix 2007 e 2008; partecipa anche alle Olimpiadi di Pechino chiuse al quinto posto.
Nel 2008 passa al River Volley Piacenza in Serie A2: al termine del campionato, conquista la promozione in massima serie. Durante l'estate vince la medaglia d'oro ai Giochi del Mediterraneo. La stagione successiva è ancora a Piacenza, ma il campionato è fallimentare e la squadra retrocede chiudendo all'ultimo posto.
Nell'annata 2010-11 si trasferisce in Francia, ingaggiata dal Racing Club de Cannes, in Ligue A, ma a metà stagione lascia la squadra. Nel 2011 con la nazionale vince la Coppa del Mondo. Nella stagione 2011-12 torna in Italia nella Universal Volley Femminile Modena; nel gennaio 2013, dopo il fallimento della società, viene ingaggiata dal Robur Tiboni Urbino Volley: tuttavia ad inizio aprile, lascia la squadra, a causa di problemi economici anche in questo club, decidendo di ritirarsi dall'attività agonistica.

## Palmarès

### Club
- Campionato italiano: 2

2002-03, 2005-06
- Coppa Italia: 3

2002-03, 2005-06, 2007-08
- Champions League: 2

2004-05, 2006-07
- Supercoppa italiana: 1

2004

### Nazionale (competizioni minori)
- Montreux Volley Masters 2008
- Giochi del Mediterraneo 2009